# Bitva o Basru
Bitva o Basru na jaře 2003 byla jednou z prvních bitev války v Iráku. Britská vojska jako součást invazních vojsk v ní bojovala o kontrolu nad druhým největším městem v zemi. 7. obrněná brigáda (Pouštní krysy) se do Basry probojovala 6. dubna. Těžké boje probíhaly o mosty na západ od města, kde byla britská vojska soustavně napadána vojenskými i polovojenskými jednotkami. Staré centrum města bylo pro vozidla nepřístupné. Tuto oblast dostal proto za úkol dobýt britský výsadkový pluk. Do města se britským vojskům podařilo probojovat až po dvou týdnech těžkých bojů. Jejich součástí byla i největší tanková bitva jaké se britská vojska zúčastnila od 2. světové války. Došlo k ní 27. března a výsledkem bylo zničení 14 iráckých tanků.